# Bad Axe (Michigan)
Bad Axe – miasto w Stanach Zjednoczonych, w stanie Michigan, na Półwyspie Dolnym, w regionie The Thumb, administracyjna siedziba władz hrabstwa Huron.
Miasto leży w odległości 25-30 km od wybrzeża jeziora Huron (na zachód – Bay Port, na północ – Port Austin i na wschód – Harbor Beach). W 2010 miejscowość zamieszkiwało 3129 osób, a w przeciągu dziesięciu lat liczba ludności spadła o 10,2%.